# Triunfo (Paraíba)
Triunfo é um município brasileiro do estado da Paraíba, localizado na Região Geográfica Imediata de Cajazeiras. De acordo com o IBGE (Instituto Brasileiro de Geografia e Estatística), no ano de 2013 sua população era estimada em 9 410 habitantes. Área territorial de 223 km².

## Geografia
O município está incluído na área geográfica de abrangência do semiárido brasileiro, definida pelo Ministério da Integração Nacional em 2005. Esta delimitação tem como critérios o índice pluviométrico, o índice de aridez e o risco de seca.
Dados do Departamento de Ciências Atmosféricas, da Universidade Federal de Campina Grande, mostram que Triunfo apresenta um clima com média pluviométrica anual de 796,4 mm e temperatura média anual de 24,8 °C.
| Dados climatológicos para Triunfo, sítio Barra do Juá | Dados climatológicos para Triunfo, sítio Barra do Juá | Dados climatológicos para Triunfo, sítio Barra do Juá | Dados climatológicos para Triunfo, sítio Barra do Juá | Dados climatológicos para Triunfo, sítio Barra do Juá | Dados climatológicos para Triunfo, sítio Barra do Juá | Dados climatológicos para Triunfo, sítio Barra do Juá | Dados climatológicos para Triunfo, sítio Barra do Juá | Dados climatológicos para Triunfo, sítio Barra do Juá | Dados climatológicos para Triunfo, sítio Barra do Juá | Dados climatológicos para Triunfo, sítio Barra do Juá | Dados climatológicos para Triunfo, sítio Barra do Juá | Dados climatológicos para Triunfo, sítio Barra do Juá | Dados climatológicos para Triunfo, sítio Barra do Juá |
| Mês                                                   | Jan                                                   | Fev                                                   | Mar                                                   | Abr                                                   | Mai                                                   | Jun                                                   | Jul                                                   | Ago                                                   | Set                                                   | Out                                                   | Nov                                                   | Dez                                                   | Ano                                                   |
| ----------------------------------------------------- | ----------------------------------------------------- | ----------------------------------------------------- | ----------------------------------------------------- | ----------------------------------------------------- | ----------------------------------------------------- | ----------------------------------------------------- | ----------------------------------------------------- | ----------------------------------------------------- | ----------------------------------------------------- | ----------------------------------------------------- | ----------------------------------------------------- | ----------------------------------------------------- | ----------------------------------------------------- |
| Temperatura máxima média (°C)                         | 33,2                                                  | 31,9                                                  | 31,1                                                  | 30,7                                                  | 30,2                                                  | 29,7                                                  | 30,1                                                  | 31,8                                                  | 33,1                                                  | 34,3                                                  | 34,4                                                  | 34,2                                                  | 32,1                                                  |
| Temperatura média (°C)                                | 25,8                                                  | 25,0                                                  | 24,4                                                  | 24,4                                                  | 23,9                                                  | 23,3                                                  | 23,3                                                  | 23,9                                                  | 25,1                                                  | 25,9                                                  | 26,1                                                  | 26,2                                                  | 24,8                                                  |
| Temperatura mínima média (°C)                         | 20,8                                                  | 20,4                                                  | 20,2                                                  | 20,0                                                  | 19,4                                                  | 18,5                                                  | 17,9                                                  | 18,1                                                  | 19,2                                                  | 20,0                                                  | 20,5                                                  | 20,9                                                  | 19,7                                                  |
| Chuva (mm)                                            | 68,6                                                  | 116,5                                                 | 205,9                                                 | 166,5                                                 | 93,1                                                  | 40,6                                                  | 24,8                                                  | 7,8                                                   | 4,9                                                   | 5,9                                                   | 11,9                                                  | 24,0                                                  | 796,4                                                 |
| Fonte: Departamento de Ciências Atmosféricas.         |                                                       |                                                       |                                                       |                                                       |                                                       |                                                       |                                                       |                                                       |                                                       |                                                       |                                                       |                                                       |                                                       |

## Paleontologia
No município de Triunfo, foi identificado o primeiro dinossauro da Paraíba, em 2017. O dinossauro Triunfosaurus leonardii pertence ao grupo Sauropoda, de grandes herbívoros de caudas e pescoços alongados, vivendo no início do período Cretáceo, em uma região de clima árido, podendo chegar aos 13 metros de comprimento.